# Léopold de Bourbon-Siciles
Pour les articles homonymes, voir Léopold de Bourbon-Siciles (homonymie) et Bourbon-Siciles.
Léopold Jean Joseph Michel de Bourbon, prince de Naples et de Sicile puis des Deux-Siciles, prince de Salerne (1790-1851), est le quinzième enfant du roi Ferdinand Ier des Deux-Siciles et de son épouse Marie-Caroline d'Autriche.

## Biographie

### Une famille européenne
Le prince, né au début de la Révolution française, est un très proche parent des souverains catholiques européens. Membre de la Maison de Bourbon dont le chef est le roi Louis XVI de France, il est le neveu du roi Charles IV d'Espagne et de l'impératrice du Saint-Empire, née Marie-Louise d'Espagne. En ligne maternelle, il est apparenté à la Maison de Habsbourg-Lorraine. Il est le neveu de l'empereur Léopold II du Saint-Empire, de la reine de France, Marie-Antoinette, de la duchesse de Parme Marie-Amélie et un cousin germain et beau-frère du grand-duc Ferdinand III de Toscane. L'année de sa naissance, sa sœur Marie-Thérèse épouse leur cousin germain, l'archiduc François d'Autriche, appelé à ceindre la couronne du Saint-Empire après son père. Leur fille aînée Marie-Louise d'Autriche, épousera Napoléon Ier

### Face à la Révolution
La reine Marie-Caroline est profondément scandalisée par le sort tragique de sa sœur Marie-Antoinette ; Elle est furieusement anti-révolutionnaire. Cependant les victoires de l'armée française obligent la famille royale à fuir Naples et à se réfugier en Sicile en 1798. La France établit à Naples une « république sœur », la République parthénopéenne, bientôt reprise par les troupes monarchistes.
Néanmoins, la famille royale doit fuir de nouveau devant les troupes de Napoléon qui nomme en 1805 son frère Joseph Bonaparte puis en 1808 son beau-frère Joachim Murat, successivement rois de Naples. Le prince Léopold passe donc son adolescence en Sicile où sa famille accueille le duc d'Orléans, qui épouse en 1809 la princesse Marie-Amélie.

### Châteaux en Espagne
Les troubles politiques en Espagne provoquent la réaction des puissances européennes. Par la volonté de son père et des Anglais, Léopold de Bourbon-Siciles aurait dû monter sur le trône d'Espagne en Amérique latine en 1808. N'étant âgé que de dix-huit ans, il devait être accompagné de Louis-Philippe II d'Orléans, futur époux de sa sœur Marie-Amélie.
L'abdication du roi Charles IV d'Espagne en faveur de Joseph Bonaparte, la révolte espagnole contre les Français et la proclamation du roi Ferdinand IV de Naples comme roi d'Espagne font que les Anglais arrêtent Léopold et Louis-Philippe d'Orléans à Gibraltar en leur interdisant l'entrée en Espagne. Léopold dut rentrer à Palerme.
Deux ans plus tard, la famille royale de Naples vivra comme une humiliation le mariage de l'archiduchesse Marie-Louise d'Autriche, petite-fille des souverains, avec « l'ogre corse ».

### Restauration
La chute de Napoléon provoque la disparition des États satellites de la France. Le roi Joachim Murat, après plusieurs atermoiements, tente désespérément de garder puis de reconquérir son trône mais il est capturé et fusillé sommairement sur ordre du roi Ferdinand qui unifie en un seul État Naples et la Sicile. Il règne désormais sous le nom de Ferdinand Ier des Deux-Siciles. La reine Marie-Caroline s'est éteinte en 1814.
Après avoir été régent à Naples du 22 mai au 2 juin 1815, Léopold épouse, l'année suivante, sa nièce Marie-Clémentine d'Autriche. Les risques liés à la consanguinité étaient ignorés et les mariages des princes réglés par la nécessité politique. Fille de l'empereur François Ier d'Autriche et de la défunte sœur du prince Marie-Thérèse de Bourbon-Naples, l'archiduchesse est la sœur cadette de l'empereur Ferdinand Ier d'Autriche, de l'ex-impératrice des Français et de l'impératrice du Brésil.
Le couple a quatre enfants mais seule une fille, Marie-Caroline, parvient à l'âge adulte. Elle épouse en 1844 un des fils du roi des Français Louis-Philippe. Le prince de Salerne est donc à la fois l'oncle, le grand-oncle et le beau-père du duc d'Aumale.

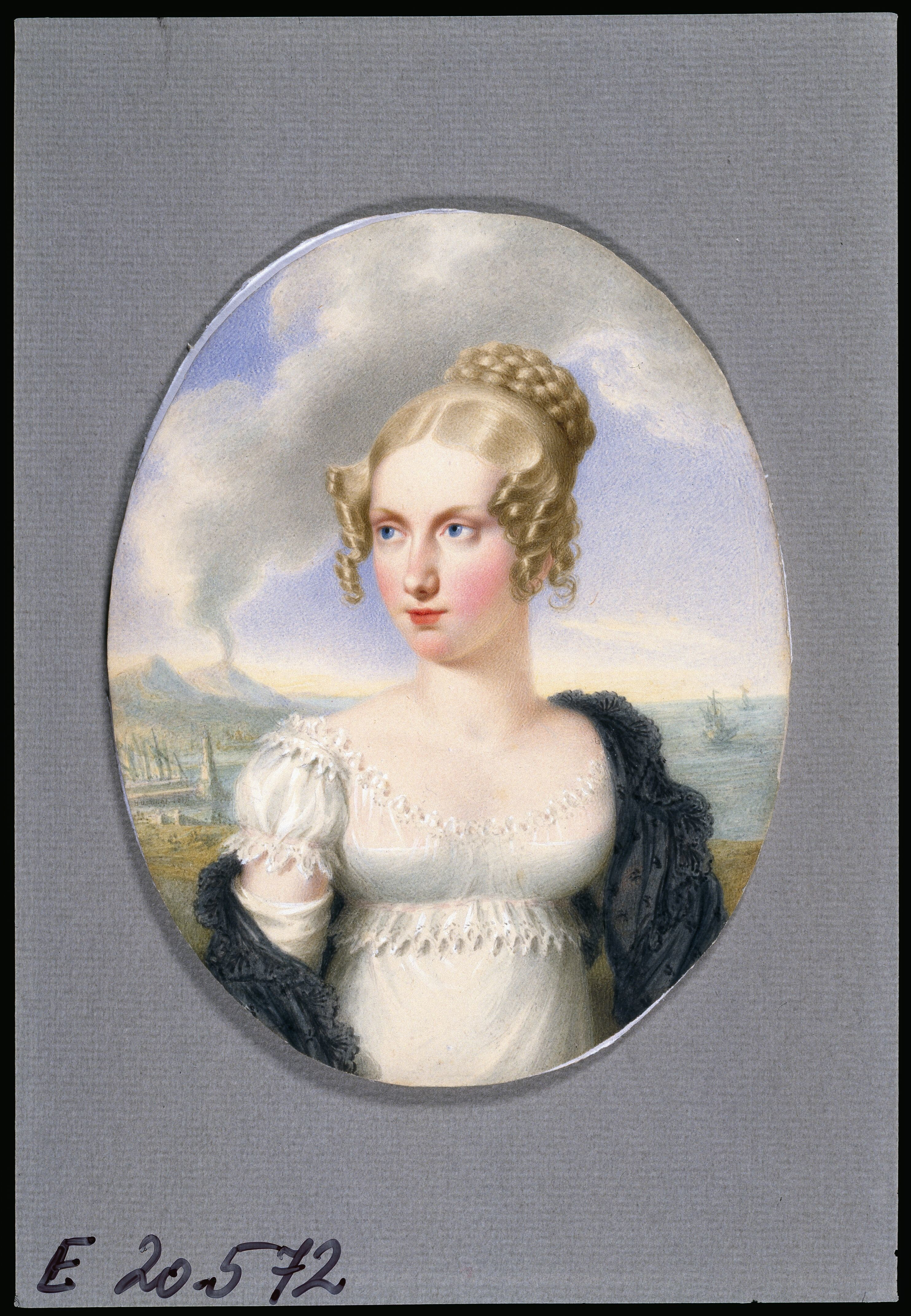
S.A.R. la princesse de Salerne.
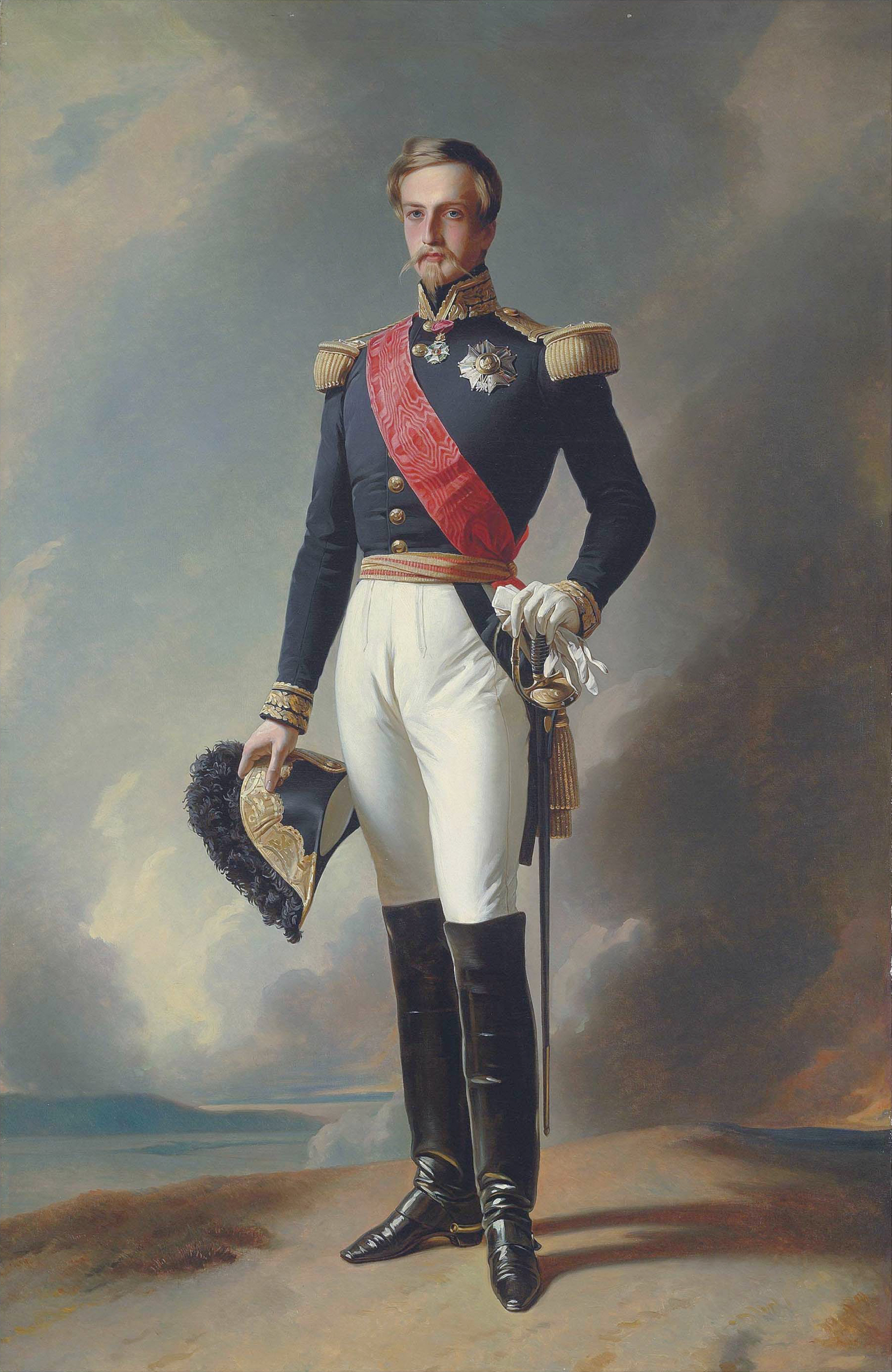
S.A.R. le duc d'Aumale.
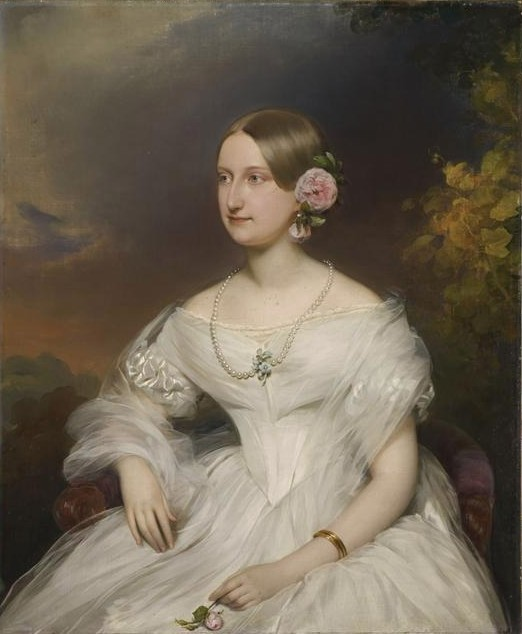
S.A.R. la princesse Marie-Caroline Auguste.

De cette union sont nés :
- une fille mort-née (1819-1819) ;
- Marie-Caroline Auguste (1822-1869), épouse en 1844 son cousin germain  Henri d'Orléans, duc d'Aumale (1822-1897) ;
- Louis-Charles (1824-1824) ;
- une fille mort-née (1829-1829).

### La fin
En 1825, la mort du roi Ferdinand Ier amène le frère aîné du prince Léopold à ceindre la couronne sous le nom de François Ier. Il meurt dès 1830, laissant le trône à son fils Ferdinand II.
En 1848, la révolution qui balaie la monarchie de Juillet en France et force la famille royale - dont le duc d'Aumale et sa famille - à fuir en Grande-Bretagne, s'étend à toute l'Europe. Comme le roi Victor-Emmanuel II de Sardaigne qui avait fait bombarder Gênes révoltée, le roi Ferdinand II réagit avec violence et n'hésite pas à faire bombarder la ville de Messine.
L'autorité du roi est rétablie. Le prince de Salerne s'éteint en 1851 cédant ses biens à son unique gendre, le duc d'Aumale. Il est inhumé auprès de ses ancêtres dans le caveau de la basilique Santa Chiara de Naples.

### Épilogue
La princesse de Salerne survivra 30 ans à son mari. À la mort du prince, elle rejoint sa fille et son gendre dans leur exil de Twickenham en Grande-Bretagne. Elle perd un de ses deux petits-fils en 1866 puis sa fille en 1869 et son dernier petit-fils survivant en 1872. Elle vit auprès de son gendre qui l'a installée dans une maison du parc de son château de Chantilly. Elle y meurt en 1881 à l'âge de 83 ans.
À cette date, le royaume des Deux-Siciles n'existe plus. Il a été conquis par les chemises rouges de Garibaldi en 1860 et rattaché après un plébiscite au nouveau royaume d'Italie.